# Kati

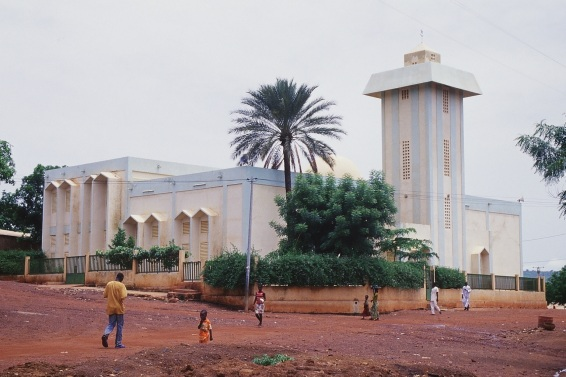
Moschee

Kati ist eine Stadt in Mali in der Region Koulikoro, etwa 15 km entfernt von der Hauptstadt Bamako. Die Bevölkerungszahl beträgt etwa 40.000 Einwohner.

## Bevölkerung
Die letzten Volkszählungen ergaben jeweils folgende Einwohnerzahlen:
| Jahr | Einwohner |
| ---- | --------- |
| 1998 | 52.714    |
| 2009 | 84.500    |

Ein Großteil der circa 40.000 Einwohner Katis sind muslimischen Glaubens. Die Verkehrssprache in der Region ist Bambara, eine Mande-Sprache, die in weiten Teilen Malis neben der Amtssprache Französisch verwendet wird.

## Klima
Nach der Klimaklassifikation nach Köppen und Geiger ist das Klima in Kati als Aw (tropisches Savannenklima) klassifiziert. In der Regenzeit von Juni bis September gibt es starke Niederschläge, die im August durchschnittlich mehr als 300 mm betragen. Von November bis April gibt es hingegen kaum Niederschläge, in diesen Monaten werden durchschnittlich weniger als 40 mm Niederschlag erreicht. Die Durchschnittstemperaturen bewegen sich zwischen 24° und 31° Celsius, wobei der Mai der wärmste und der Januar der kühlste Monat ist.

## Militär
In Kati gibt es die Kaserne Camp militaire Soundiata-Keïta.

## Städtepartnerschaften
Kati unterhält mehrere Partnerschaften mit anderen Städten:
- Erfurt (seit 2009)[4]
- Puteaux (seit 1985)[5]